# Monts-sur-Orne
Monts-sur-Orne est une commune française située dans le département de l'Orne en région Normandie, peuplée de 874 habitants. Elle est créée le 1er janvier 2018 par la fusion de trois communes, sous le régime juridique des communes nouvelles. Les communes de Goulet, Montgaroult et Sentilly deviennent des communes déléguées.

## Géographie

### Hydrographie
La commune est située dans le bassin Seine-Normandie. Elle est drainée par l'Orne, un bras de l'Orne, l'Houay, le fossé 01 de Cuy, le fossé 01 du Bois de Vaux, le fossé 01 du Bout-du-Bas, le fossé 02 de la Londe, le ruisseau de la Commune, le ruisseau de Pommereux, le ruisseau de Vloger, la Vieille Rivière et l'Houay,,.
L'Orne, d'une longueur de 170 km, prend sa source dans la commune d'Aunou-sur-Orne et se jette  dans l'embouchure de l'Orne à Merville-Franceville-Plage, après avoir traversé 60 communes. Les caractéristiques hydrologiques de l'Orne sont données par la station hydrologique située sur la commune d'Écouché-les-Vallées. Le débit moyen mensuel est de 7,33 m3/s. Le débit moyen journalier maximum est de 112 m3/s, atteint lors de la crue du 28 décembre 1999. Le débit instantané maximal est quant à lui de 119 m3/s, atteint le même jour.
L'Houay, d'une longueur de 13 km, prend sa source dans la commune de Ri et se jette  dans l'Orne en limite de Moulins-sur-Orne et de Monts-sur-Orne, face à Sarceaux, après avoir traversé six communes.
Un plan d'eau complète le réseau hydrographique : Maisons Brulées (0,97 ha),.

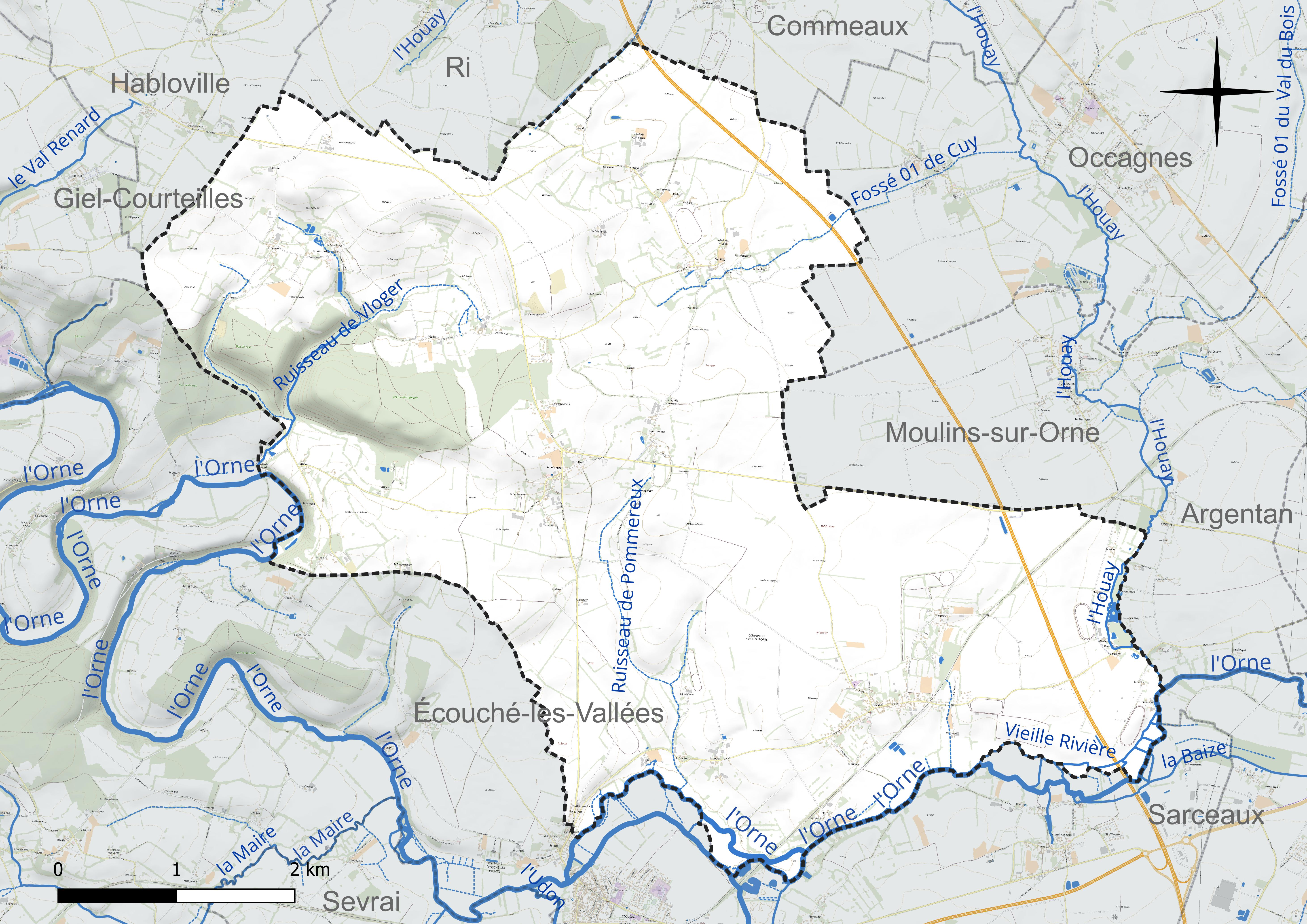
Réseau hydrographique de Monts-sur-Orne.

### Climat
Pour des articles plus généraux, voir Climat de la Normandie et Climat de l'Orne.
En 2010, le climat de la commune est de type climat océanique altéré, selon une étude du CNRS s'appuyant sur une série de données couvrant la période 1971-2000. En 2020, Météo-France publie une typologie des climats de la France métropolitaine dans laquelle la commune est exposée à un climat océanique et est dans la région climatique Normandie (Cotentin, Orne), caractérisée par une pluviométrie relativement élevée (850 mm/a) et un été frais (15,5 °C) et venté. Parallèlement le GIEC normand, un groupe régional d’experts sur le climat, différencie quant à lui, dans une étude de 2020, trois grands types de climats pour la région Normandie, nuancés à une échelle plus fine par les facteurs géographiques locaux. La commune est, selon ce zonage, exposée à un « climat des plateaux abrités », se caractérisant par une pluviométrie et des contraintes thermiques modérées mais aussi, par effet de continentalité, des températures plus contrastées qu'au nord dans la plaine de Caen, avec communément 10 à 15 jours par an de plus de froid en hiver et de chaleur en été.
Pour la période 1971-2000, la température annuelle moyenne est de 10,4 °C, avec une amplitude thermique annuelle de 13,7 °C. Le cumul annuel moyen de précipitations est de 783 mm, avec 12,3 jours de précipitations en janvier et 7,6 jours en juillet. Pour la période 1991-2020, la température moyenne annuelle observée sur la station météorologique la plus proche, située sur la commune d'Argentan à 5 km à vol d'oiseau, est de 11,1 °C et le cumul annuel moyen de précipitations est de 691,9 mm,. Pour l'avenir, les paramètres climatiques de la commune estimés pour 2050 selon différents scénarios d’émission de gaz à effet de serre sont consultables sur un site dédié publié par Météo-France en novembre 2022.

## Urbanisme

### Typologie
Au 1er janvier 2024, Monts-sur-Orne est catégorisée commune rurale à habitat dispersé, selon la nouvelle grille communale de densité à sept niveaux définie par l'Insee en 2022.
Elle est située hors unité urbaine. Par ailleurs la commune fait partie de l'aire d'attraction d'Argentan, dont elle est une commune de la couronne,. Cette aire, qui regroupe 50 communes, est catégorisée dans les aires de moins de 50 000 habitants,.

## Toponymie
Monts-sur-Orne est un néo-toponyme.
Le déterminant locatif se réfère à l'Orne.

## Histoire
La commune est créée le 1er janvier 2018 par un arrêté préfectoral du 18 décembre 2017, par la fusion de trois communes, sous le régime juridique des communes nouvelles instauré par la loi no 2010-1563 du 16 décembre 2010 de réforme des collectivités territoriales. Les communes de Goulet, Montgaroult et Sentilly deviennent des communes déléguées et Goulet est le chef-lieu de la commune nouvelle.

## Politique et administration
| Période      | Période  | Identité      | Étiquette | Qualité |
| ------------ | -------- | ------------- | --------- | ------- |
| janvier 2016 | En cours | Gilles Mallet |           |         |

## Démographie
L'évolution du nombre d'habitants est connue à travers les recensements de la population effectués dans la commune depuis sa création.
En 2022, la commune comptait 874 habitants, en évolution de −5,62 % par rapport à 2016 (Orne : −3,21 %, France hors Mayotte : +2,11 %).
| 2015 | 2020 | 2022 |
| ---- | ---- | ---- |
| 943  | 873  | 874  |

| Nom            | Code Insee | Intercommunalité         | Superficie (km2) | Population (dernière pop. légale) | Densité (hab./km2) |
| -------------- | ---------- | ------------------------ | ---------------- | --------------------------------- | ------------------ |
| Goulet (siège) | 61194      | CC des Courbes de l'Orne | 9,30             | 386 (2021)                        | 42                 |
| Montgaroult    | 61285      | CC des Courbes de l'Orne | 13,87            | 373 (2021)                        | 27                 |
| Sentilly       | 61468      | CC des Courbes de l'Orne | 7,73             | 114 (2021)                        | 15                 |

## Lieux et monuments
- Église Saint-Marc de Vaux-le-Bardoult.
- Croix Servin.